# … und noch nicht sechzehn
Pour plus de détails, voir Fiche technique et Distribution.
… und noch nicht sechzehn (en français, Et pas encore seize ans) est un film allemand réalisé par Peter Baumgartner, sorti en 1967.

## Synopsis
Le film commence par une chanson torride et audacieuse, Sexy und noch nicht 16, que la chanteuse Helen Sheira interprète dans une boîte de nuit. Un invité se conduit mal. Pour de tels cas, Johnny est là, un gars aux manches de chemise qui s'occupe des chansons en tant que manager et amène personnellement le rustre à la porte. Pendant ce temps, Rosy, une fugueuse de 15 ans, erre dans les rues nocturnes de la ville à la recherche d'une protection et d'un endroit pour dormir. Elle rencontre Helen et ses compagnons lorsqu'ils veulent finir la soirée ailleurs après le bar. Rolf, qui appartient à l'entourage d'Helen et se trouve généralement à ses côtés, s'occupe de la fille. Tout d'abord, la petite trouve un logement dans son appartement étudiant. Il faut un certain temps pour que les deux se rapprochent. Cependant, les charmes de jeunesse de Rosy attirent des hommes beaucoup moins attentifs.
Johnny, qui ne se sent pas vraiment épanoui en tant que directeur artistique d'Helen, n'a rien de bon en tête avec la fille mineure : il prétend être particulièrement compréhensif et serviable envers elle et l'emmène même à la course de six jours. En vérité, il envisage de la présenter à des hommes riches qui sont prêts à payer beaucoup d'argent pour son corps. Rosy est censée travailler pour lui en tant que prostituée. Johnny a déjà choisi son premier prétendant, l'un des coureurs cyclistes. Johnny envisage alors de faire chanter les hommes à qui il présente Rosy, en leur révélant qu'elle était mineure. Rosy doit maintenant endurer beaucoup d'humiliation et d'abus sexuels, et est même violée. Le coureur cycliste objet du chantage ne veut pas être dominé par Johnny et frappe sans plus tarder. Le discret Rolf, qui doit également subir de nombreux passages à tabac, tente de devenir le sauveur de Rosy dans l'urgence. Lors d'une confrontation entre Rolf, Johnny et le cycliste victime de chantage dans une gare de marchandises, un terrible accident se produit.

## Fiche technique
- Titre : … und noch nicht sechzehn
- Réalisation : Peter Baumgartner
- Scénario : Peter Baumgartner
- Musique : Walter Baumgartner
- Photographie : Andreas Demmer
- Production : Erwin C. Dietrich
- Société de production : Urania
- Société de distribution : Ava Film
- Pays d'origine :  Allemagne de l'Ouest
- Langue : allemand
- Format : Noir et blanc - 1,66:1 - Mono - 35 mm
- Genre : Drame érotique
- Durée : 90 minutes
- Dates de sortie :
  - Allemagne de l'Ouest : 1er mars 1968.
  - France : 3 septembre 1969[1].

## Distribution
- Rosy-Rosy : Rosy
- Helen Vita : Helen Sheira
- Peter Capra : Johnny, son manager
- Andy Burton : Rolf
- Alfred Frei
- Isabell Cordo
- Heidy Forster (de)
- Karl Gretler
- Alfred Lichthardt

## Production
… und noch nicht sechzehn est le seul film en tant que réalisateur de Peter Baumgartner, directeur de la photographie régulier du producteur Erwin C. Dietrich.
Le film devait en fait s'appeler Sexy und noch nicht 16, mais les autorités de contrôle refusent ce titre. Cela n'a pas empêché le réalisateur de faire apparaître Helen Vita avec la chanson Sexy und noch nicht 16 dès le début, pour que le public reconnaisse l'orientation du film dès la première scène. Le réalisateur Baumgartner est le neveu du compositeur Walter Baumgartner, lequel est l'époux de Vita à l'époque.
La débutante au cinéma Rosemarie Heinikel, qui incarne Rosy, 16 ans et qui deviendra plus tard une partie de la culture underground de la République fédérale d'Allemagne sous le pseudonyme de Rosy-Rosy, a en fait 21 ans. Dietrich la découvre alors qu'il travaille dans un bureau de montage loué à Zurich et travaille le rouleau de film mal retiré de l'utilisateur précédent, l'ami de Rosy-Rosy. Quand il la voit, il décide de la prendre dans son prochain film et lui donne le rôle principal féminin.

## Source de la traduction
- (de) Cet article est partiellement ou en totalité issu de l’article de Wikipédia en allemand intitulé « … und noch nicht sechzehn » (voir la liste des auteurs).